# Ban Qan
Ban Qan (persiska: بن قن) är en ort i Iran.   Den ligger i provinsen Khorasan, i den nordöstra delen av landet, 600 km öster om huvudstaden Teheran. Ban Qan ligger 1 476 meter över havet och antalet invånare är 398.
Terrängen runt Ban Qan är lite bergig.Runt Ban Qan är det ganska glesbefolkat, med 29 invånare per kvadratkilometer. Närmaste större samhälle är Barāzq, 19,8 km nordost om Ban Qan. Omgivningarna runt Ban Qan är i huvudsak ett öppet busklandskap.